# Église Saint-Jean de la Montagne Verte
L'église Saint-Jean, aussi appelée église protestante de la Montagne Verte, est située 7, rue d'Ernolsheim dans le quartier de la Montagne Verte à Strasbourg.

## Histoire
C'est la première nouvelle église construite dans les faubourgs de Strasbourg après la Seconde Guerre mondiale. Auparavant les protestants du quartier étaient rattachés à la paroisse de Koenigshoffen.
Inaugurée le 21 décembre 1958, l'église devient autonome en 1959. Elle compte alors environ 850 foyers, mais le détachement du quartier de l'Elsau en 1989, le vieillissement de la population et le départ de nombreuses familles contribuent à l'érosion du nombre de fidèles. Au milieu des années 2000, la paroisse réunit environ 400 foyers.

## Architecture
L'édifice est blanc, doté d'un campanile à toit incliné qui porte trois cloches, symbolisant l'amour, la paix et la joie, ainsi que deux cadrans (mais il n'y a pas d'horloge).